# Larosterna
Larosterna is een geslacht van vogels uit de familie meeuwen (Laridae). Het geslacht telt één soort:

## Soorten
- Larosterna inca – Incastern